# ماریا پیلار آلونسو
ماریا پیلار آلونسو (اسپانیایی: María Pilar Alonso‎؛ زادهٔ ۸ اکتبر ۱۹۶۸) بازیکن بسکتبال زن اهل اسپانیا بود.
وی در مسابقات کشوری و بین‌المللی در مجموع برندهٔ ۱ مدال طلا شده‌است.